# Sébastien Loeb

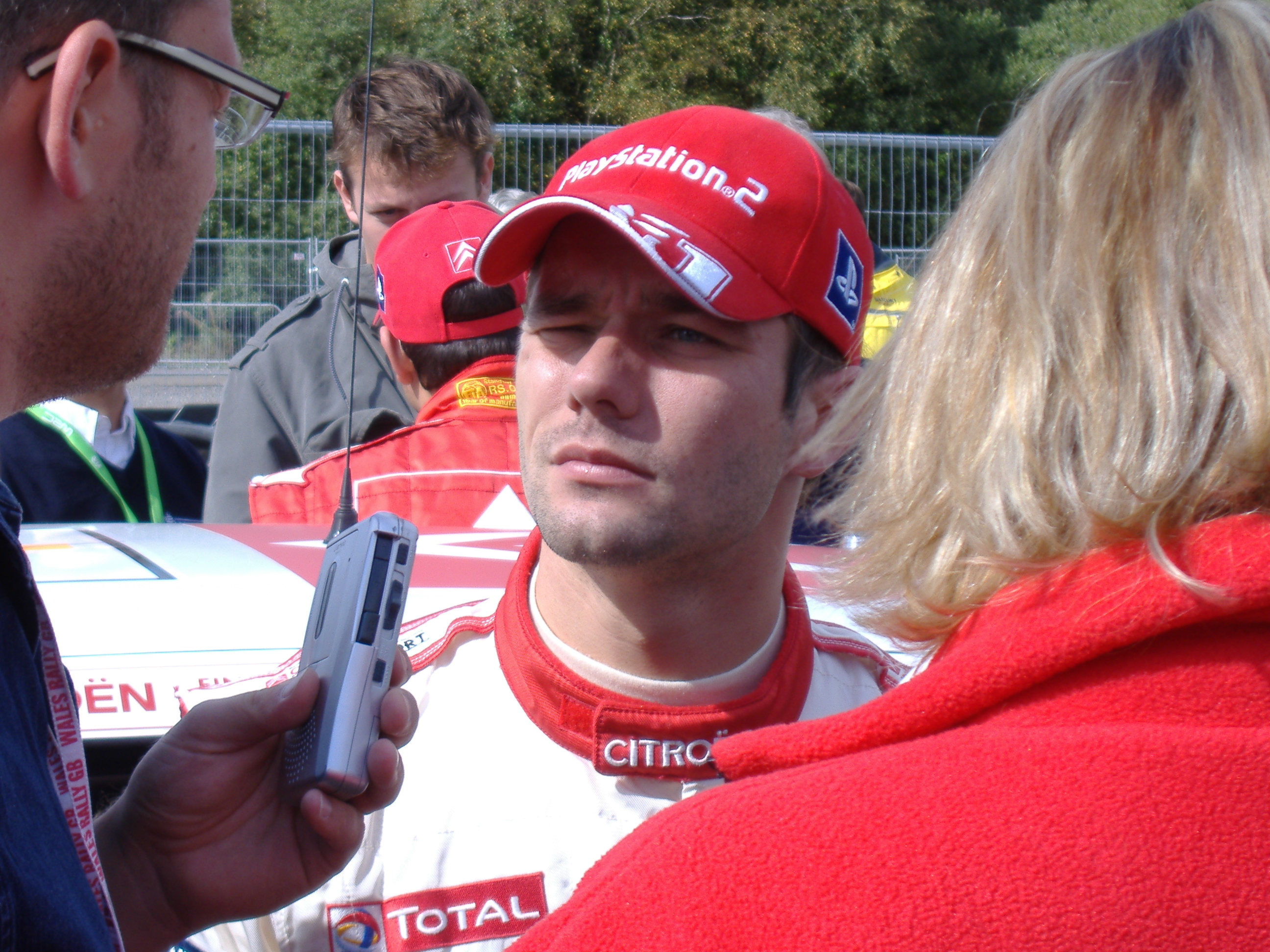
Sébastien Loeb

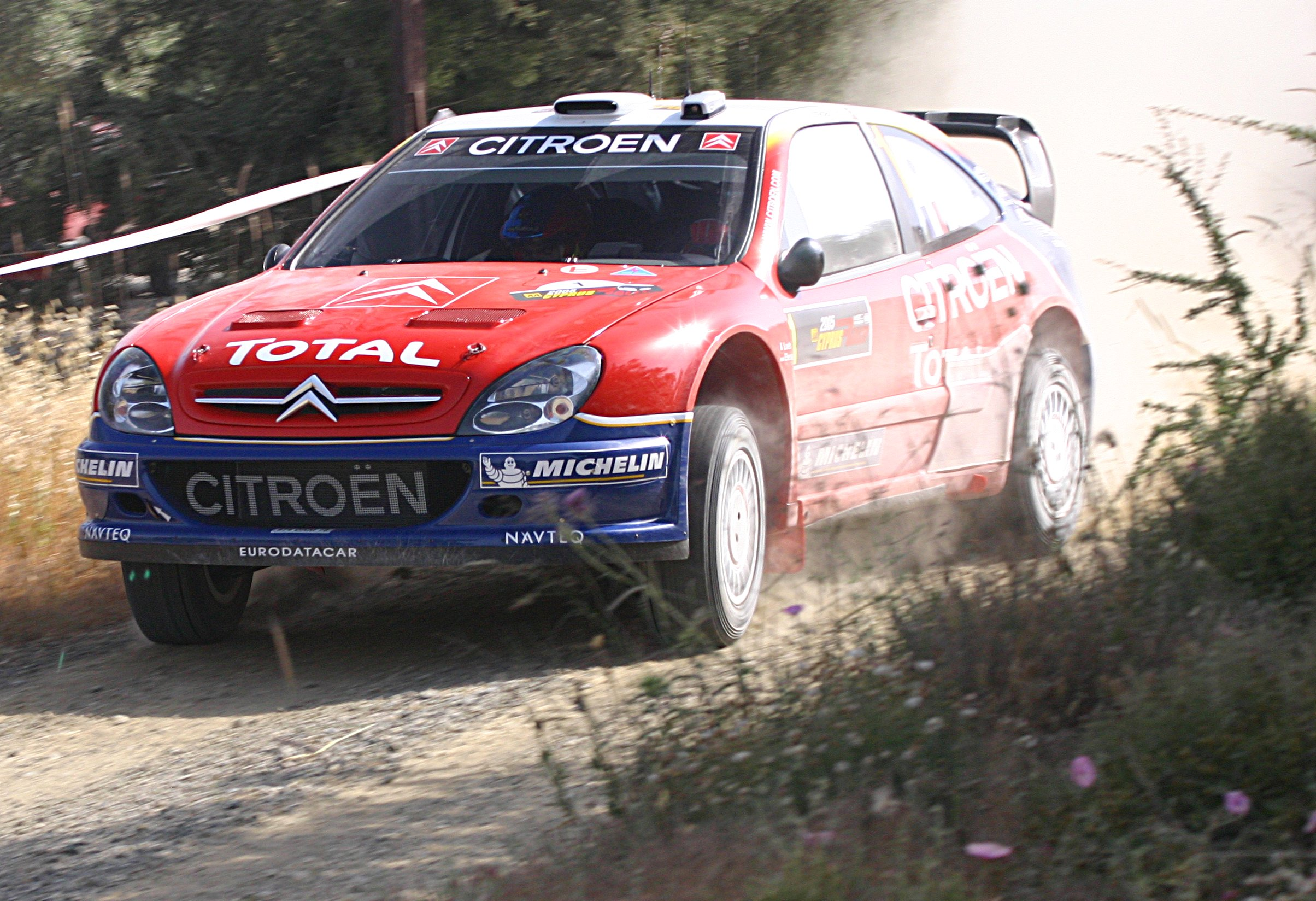
Ral·li de Xipre 2005

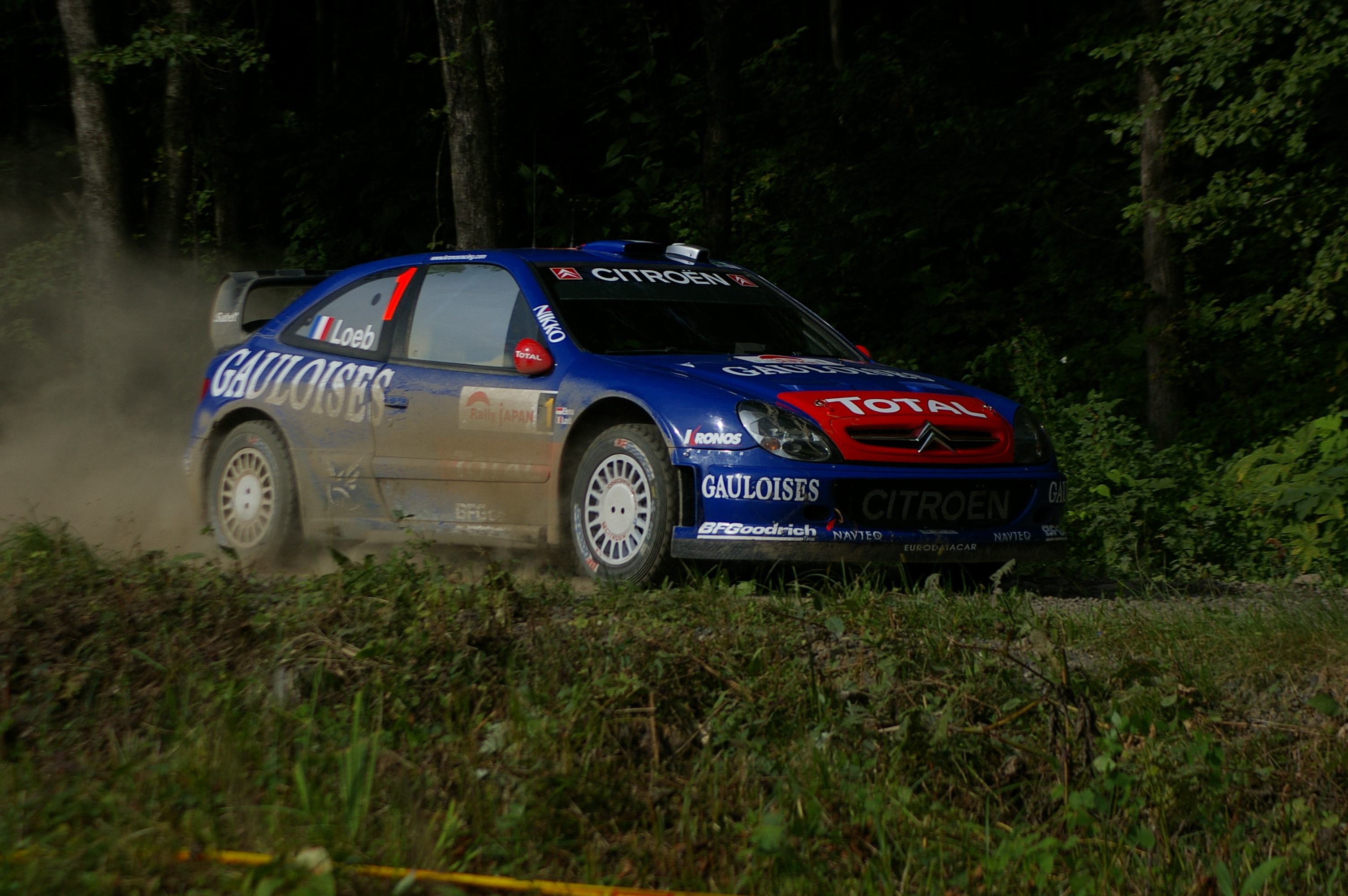
Ral·li del Japó 2006

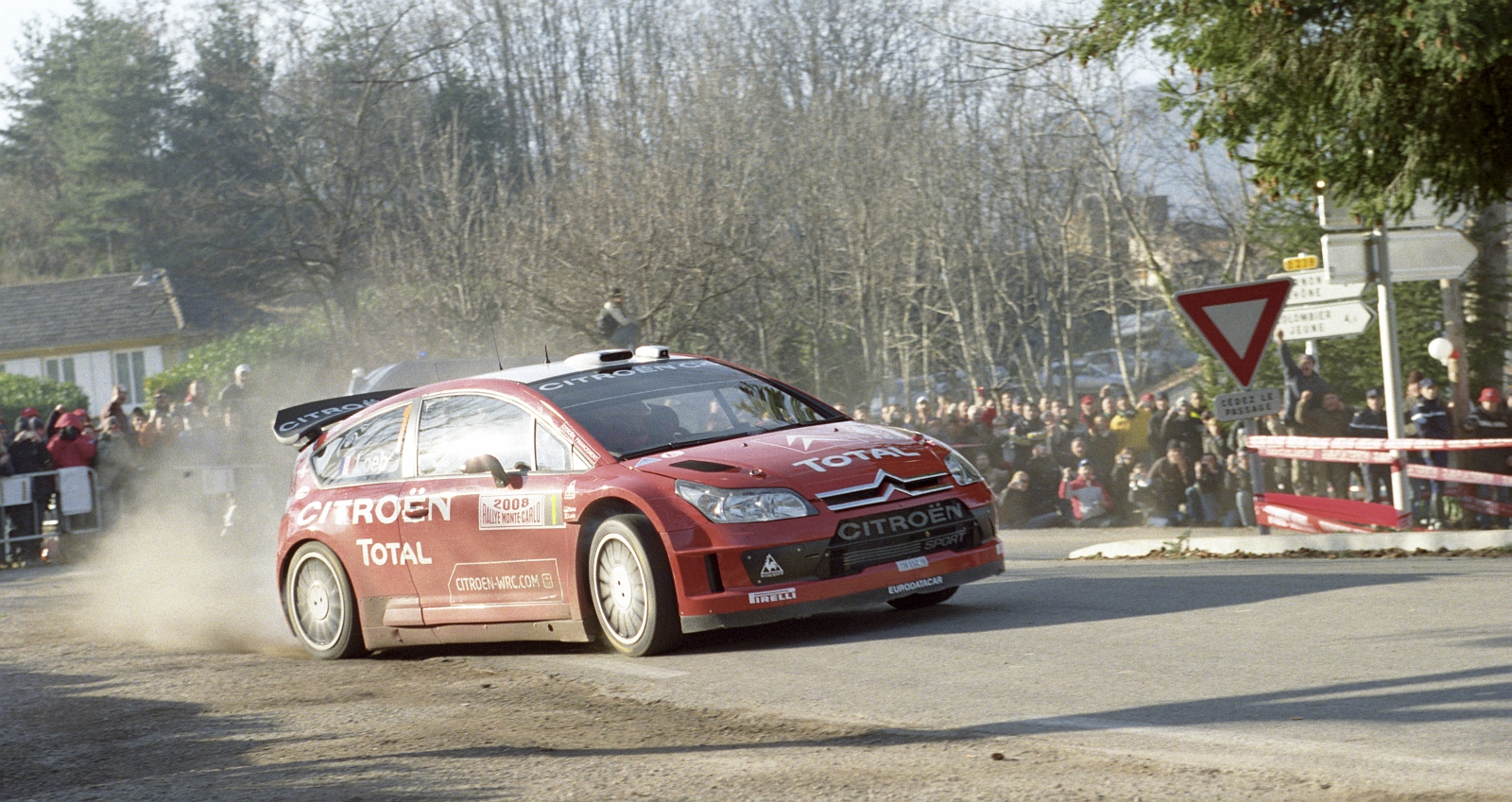
Ral·li Monte-Carlo 2008

Sébastien Loeb (Haguenau, Alsàcia, França, 26 de febrer de 1974) és un pilot de ral·lis alsacià. Ha guanyat el Campionat Mundial de Ral·lis 9 vegades, en les edicions del 2004, 2005, 2006, 2007, 2008, 2009, 2010, 2011 i 2012. Actualment posseeix el rècord de victòries en curses del Campionat Mundial de Ral·lis amb 80. El seu copilot habitual fins a l'any 2021 va ser Daniel Elena.

## Trajectòria

### Inicis
Durant la seva joventut, Loeb fou un gimnasta d'alt nivell, esdevenint quatre cops Campió d'Alsàcia. No obstant això, anà deixant la gimnàstica en favor dels ral·lis.
Debutà en el món dels ral·lis l'any 1995 amb un Peugeot 106 Rallye fase 1. A poc a poc anà aconseguint victòries en ral·lis regionals, fet que li permeté fer el salt a les competicions nacionals, aconseguint l'any 1999 el Trofeu Citroën Saxo Kit Car i el 2000 el Campionat de França de Ral·lis de Terra.
L'any 2001 fitxà per l'equip oficial Citroën, amb el qual va guanyar el Campionat de França de Ral·lis amb un Citroën Xsara i el Campionat Mundial de Ral·lis júnior amb un Citroën Saxo. També el 2001 disputà el seu primer ral·li en WRC, el Ral·li Sanremo, el qual finalitzà en segona posició per darrere de Gilles Panizzi.

### WRC
El 2002 participa en algunes proves del Campionat Mundial de Ral·lis, guanyant la seva primera prova del Mundial, el Ral·li d'Alemanya. No obstant això, la seva primera temporada completa al Mundial no la realitzaria fins al 2003, esdevenint el millor pilot classificat de l'equip Citroën, per davant de Colin McRae i Carlos Sainz.
El seu primer títol mundial arribà al 2004, aconseguint 6 victòries, esdevenint el segon pilot francès en aconseguir el ceptre mundial, després que Didier Auriol ho hagués aconseguit el 1994. a més a més, el 2004 es converteix en el primer pilot no nòrdic en guanyar el Ral·li de Suècia.
El 2005 Loeb revalidà el títol, aconseguint sis victòries consecutives i deuen el total del Campionat, convertint-se en el pilot amb més victòries en una sola temporada. L'any 2006 revalidaria novament el títol malgrat trencar-se l'húmer en un accident de bicicleta de muntanya a prop de la seva casa a Suïssa, perdent-se el Ral·li de Turquia i el Ral·li d'Austràlia.
Després de la temporada 2005 l'equip Citroën es va retirar oficialment del Campionat Mundial de Ral·lis, amb el qual Loeb disputà el campionat al volant d'un Xsara WRC però de l'escuderia privada Kronos Racing. El pilot francès revalidaria el títol mundial i, a més, després de guanyar el Ral·li del Japó batí el rècord de victòries al WRC que fins aleshores posseïa Carlos Sainz amb 26.
L'any 2007 retorna a la competició l'equip oficial Citroën i Loeb amb ells, aquest cop pilotant el nou Citroën C4 WRC amb el qual, malgrat el gran frec a frec amb Marcus Grönholm, Loeb guanyà novament el Mundial. També ho feu el 2008 i el 2009, quan es va imposar a Mikko Hirvonen en ambdues ocasions. L'any 2010 torna a guanyar el Mundial, aquest cop per davant de Jari-Matti Latvala, mentre que al Mundial 2011 i 2012 ho fa de nou davant de Mikko Hirvonen.
Després d'aconseguir el seu novè títol mundial, Loeb decideix seguir disputant ral·lis de forma puntual, però sense disputar el campionat. Així, l'any 2013 solament corre 4 ral·lis amb Citroën, guanyant-ne dos d'ells i acabant 8è del Mundial. Posteriorment, també amb Ciotroën, sols disputaria un ral·li al 2015 i tres al 2018, on guanya per novena vegada el Ral·li de Catalunya.
L'any 2019 Loeb sorpren a tothom i fitxa per l'equip Hyundai per disputar ral·lis de forma puntual per les dues properes temporades amb el Hyundai i20 Coupe WRC. L'any 2019 disputa 6 ral·lis assolint quatre podis i l'any 2020 disputa dos ral·lis assolint un podi.
Després d'un any sense disputar ral·lis del WRC, on el seu copilot Daniel Elena anuncia la seva retirada, per la temporada 2022 Loeb fitxa per M-Sport on pilota un Ford Puma Hybrid Rally1. En el seu primer ral·li, Loeb aconsegueix la victòria al Ral·li de Monte-Carlo amb la copilot Isabelle Galmiche.

### Dakar
La seva primera participació al Ral·li Dakar, amb Daniel Elena de copilot, es produeix de la mà de Peugeot l'any 2016, on acabaria 9è de la general amb 4 victòries d'etapa. L'any 2017 aconseguiria acabar segon, solament superat per Stéphane Peterhansel. Menys sort tindria a l'edició de 2018, on abandona a la cinquena etapa desprès d'un accident on Elena resulta ferit de consideració.
La retirada de Peugeot del Ral·li Dakar fa que Loeb corri el Dakar 2019 amb un Peugeot 3008 del any 2017, de la mà del equip privat PH Sport. No obstant això, aconsegueix guanyar en quatre etapes i finalitzar tercer de la classificació general per darrere de Nasser Al-Attiyah i Nani Roma.
L'any 2021 torna al Dakar de la mà del equip BRX, on abandona. A la següent temporada, de nou amb BRX, aconsegueix finalitzar en segona posició, de nou superat per Nasser Al-Attiyah, situació que es repetiria de nou al 2023, amb Loeb segon de nou per darrera d'Al-Attiyah, si bé caldria destacar que, amb 7 victòries d'etapa per Loeb, 6 d'elles de forma consecutiva, provocaria que Loeb igualés el record de victòries en una edició de la prova que no es produïa des del 2011 amb Carlos Sainz i superés el record de victòries d'etapa consecutives que ostentava Ari Vatanen des de 1989.

## Victòries al WRC
| Núm. vict. | Ral·li                     | Anys                                                 |
| ---------- | -------------------------- | ---------------------------------------------------- |
| 9          | Ral·li d'Alemanya          | 2002, 2003, 2004, 2005, 2006, 2007, 2008, 2010, 2012 |
| 9          | Ral·li de Catalunya        | 2005, 2006, 2007, 2008, 2009, 2010, 2011, 2012, 2018 |
| 8          | Ral·li de Monte-Carlo      | 2003, 2004, 2005, 2007, 2008, 2012, 2013, 2022       |
| 8          | Ral·li de l'Argentina      | 2005, 2006, 2007, 2008, 2009, 2011, 2012, 2013       |
| 6          | Ral·li de Mèxic            | 2006, 2007, 2008, 2010, 2011, 2012                   |
| 4          | Ral·li de Xipre            | 2004, 2005, 2006, 2009                               |
| 4          | Ral·li de Sardenya         | 2005, 2006, 2008, 2011                               |
| 4          | Tour de Còrsega            | 2005, 2006, 2007, 2008                               |
| 3          | Ral·li de Turquia          | 2004, 2005, 2010                                     |
| 3          | Ral·li de Nova Zelanda     | 2005, 2008, 2012                                     |
| 3          | Ral·li Acròpolis           | 2005, 2008, 2012                                     |
| 3          | Ral·li de Finlàndia        | 2008, 2011, 2012                                     |
| 3          | Ral·li de la Gran Bretanya | 2008, 2009, 2010                                     |
| 2          | Ral·li d'Irlanda           | 2007, 2009                                           |
| 2          | Ral·li d'Alsàcia           | 2010, 2012                                           |
| 1          | Ral·li de Sanremo          | 2003                                                 |
| 1          | Ral·li de Suècia           | 2004                                                 |
| 1          | Ral·li d'Austràlia         | 2004                                                 |
| 1          | Ral·li del Japó            | 2006                                                 |
| 1          | Ral·li de Noruega          | 2009                                                 |
| 1          | Ral·li de Portugal         | 2009                                                 |
| 1          | Ral·li de Jordània         | 2010                                                 |
| 1          | Ral·li de Bulgària         | 2010                                                 |